# Eurytoma menon
Eurytoma menon är en stekelart som beskrevs av Walker 1839. Eurytoma menon ingår i släktet Eurytoma och familjen kragglanssteklar. Inga underarter finns listade i Catalogue of Life.